# Bonilla de la Sierra
Bonilla de la Sierra es un municipio y localidad española de la comarca de El Barco de Ávila-Piedrahíta, situado en el valle del Corneja, en la provincia de Ávila, comunidad autónoma de Castilla y León. Pertenece al partido judicial de Piedrahíta. 
Está catalogado como Uno de Los Pueblos Más Bonitos de España desde el año 2019 y pertenece desde entonces a la asociación homónima, siendo el primer pueblo de la Provincia de Ávila en obtener dicha acreditación. 

## Geografía
Integrado en la comarca de El Barco de Ávila - Piedrahíta, subcomarca del Valle del Corneja, perteneció a la antigua Comunidad de Villa y Tierra de Bonilla, y se sitúa a 64 kilómetros de la capital provincial. El término municipal está atravesado por la carretera N-110 entre los pK 305 y 308, además de por carreteras locales que permiten la comunicación con Villafranca de la Sierra, Mesegar de Corneja, Casas del Puerto y Tórtoles de la Sierra. 
El relieve del municipio es predominantemente montañoso, aunque el límite sur del mismo está marcado por el valle del río Corneja. El punto más elevado del territorio es el pico Cabeza Mesa (1545 metros), en el límite con Villanueva del Campillo. La mitad sur del término municipal es recorrida por el río Corneja y varios arroyos que vierten al mismo. La altitud oscila entre los 1545 metros (Cabeza Mesa) y los 1020 metros a orillas del río Corneja. El pueblo se alza a 1079 metros sobre el nivel del mar.
| Noroeste: Tórtoles de la Sierra y Mesegar de Corneja (exclave) | Norte: Tórtoles de la Sierra y Pascualcobo            | Noreste: Cabezas del Villar                      |
| Oeste: Becedillas                                              |                                                       | Este: Villanueva del Campillo y Casas del Puerto |
| Suroeste Mesegar de Corneja                                    | Sur: San Miguel de Corneja y Villafranca de la Sierra | Sureste: Casas del Puerto                        |

## Historia
Prehistoria
Recientemente han sido descubiertos por investigadores del Servicio Territorial de Cultura de Ávila en un cerro del municipio, en el lugar denominado Navalterrero, dos altares rupestres, muy cercanos uno del otro, cuya cronología se sitúa entre el año 5000 y el 1000 antes de Cristo, es decir, desde finales del Neolítico hasta la Edad del Bronce. 
Ambos son santuarios rupestres constituidos por escaleras talladas en la roca que conducen a la parte alta de una piedra granítica como en el altar de los sacrificios del Castro de Ulaca. Con anterioridad se había estudiado otro altar rupestre denominado Canto del Mortero, imponente roquedo granítico en el cual se ha tallado un conjunto de entalladuras que facilitan el acceso a la parte superior de cronología Bronce final.
Edad Media, la mitra abulense
La villa de Bonilla de la Sierra pertenece al obispado de Ávila desde al menos 1224, y es fortificada entre 1312 y 1348 por el obispo de Ávila Sancho Blázquez Dávila (1312-1355).
Siendo obispo de Ávila y señor de Bonilla Lope de Barrientos (1441-1445), el imponente castillo sirvió de residencia a Juan II y al resto de la corte entre el 16 de febrero y el 27 de abril de 1440 cuando el rey buscaba refugio cerca del conde de Alba y del señor de Villafranca, en medio de un ambiente de gran tensión política en toda Castilla, provocado por el acoso incesante de los Infantes de Aragón que pretendían hacerse con la corona de Castilla. La derrota de aragoneses y navarros en la batalla de Olmedo sitúa a la monarquía castellana en su punto álgido, debilitando al mismo tiempo la disensión interna representada por el estamento nobiliario. 
No obstante, la nobleza castellana no cesará de enfrentarse al poder del valido, considerado excesivo. Así, en 1453 Álvaro de Luna es depuesto por el rey, en una caída promovida por Enrique, príncipe de Asturias, y la segunda esposa del rey, Isabel de Portugal (madre de Isabel la Católica).
Alonso I de Fonseca, obispo de Ávila entre 1445 y 1454, también albergó en la fortaleza de Bonilla al príncipe Enrique en mayo de 1448 y en diciembre de 1451.
Alonso de Madrigal, El Tostado, quizás el más famoso de los obispos abulenses que pasó por Bonilla, regresó a Castilla en 1444 llamado por el rey Juan II, quien lo nombró miembro del Consejo real en calidad de canciller. En 1454, recibió el obispado de Ávila por solicitud de Juan II, aunque duró poco en el encargo ya que falleció al año siguiente. 
Se le consideró el más sabio teólogo de su tiempo y uno de los precursores del humanismo en España. Murió el 3 de septiembre de 1455 en Bonilla de la Sierra y fue enterrado en la catedral de Ávila, donde puede admirarse su sepulcro, obra del escultor Vasco de la Zarza.
Otros destacados obispos abulenses tuvieron como lugar de descanso estival Bonilla, entre ellos podemos citar al jerónimo Fray Hernando de Talavera (1485-1493), confesor y consejero de Isabel la Católica; y Alonso Carrillo de Albornoz (1496-1514).
Comunidad de Villa y Tierra de Bonilla

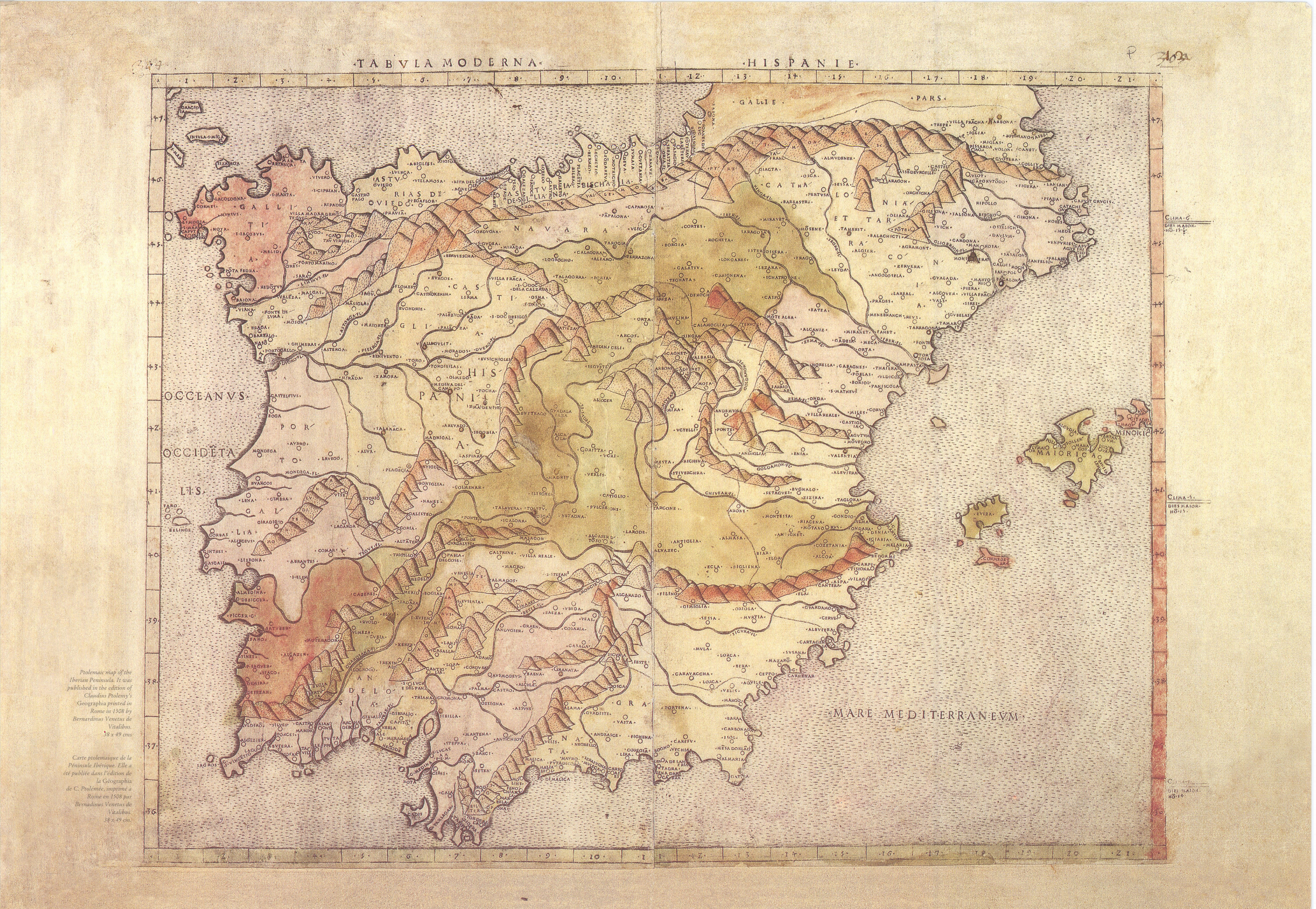
Mapa de España 1508 en donde aparece Boniglia

El señorío de Bonilla estaba conformado por las siguientes villas y aldeas: la propia Bonilla, El Guijo, San Bartolomé de Corneja, Villanueva del Campillo, y a partir de 1307 Vadillo de la Sierra (todas estas poblaciones obtuvieron la categoría de villas; Serranos de la Torre perteneció a Bonilla pero pasó a Velasco Velázquez y posteriormente al Cabildo Abulense), Santa María de Mesegar, Malpartida de Corneja, Becedillas, Cabezas de Bonilla, Pajarejos y Casas del Puerto de Bonilla.
El Guijo, por tener su territorio separado de los del resto del señorío era lógico que se organizase de forma autónoma, y, por razones no muy conocidas, otro tanto hicieron Villanueva del Campillo y San Bartolomé de Corneja. El caso de Vadillo de la Sierra por su incorporación más tardía, siguió el mismo proceso. En cuanto al resto de las aldeas circundantes a Bonilla se conformaron en un núcleo homogéneo de explotación y administración que al igual que los constituidos en otros territorios se denominó Comunidad de Villa y Tierra y por ser Bonilla su cabecera, de Bonilla.
Edad Moderna
El documento más importante son las Ordenanzas de la Villa y Tierra de Bonilla de la Sierra de principios del siglo XVI (1500-1565) a las que faltan parcialmente la ley ochenta y cuatro y seis, y totalmente la ley ochenta y cinco, es un documento que nos aporta una abundante y variada información sobre aspectos importantes de la vida de la Villa, tanto al momento de su redacción, como de los períodos anteriores y posteriores; ya que las ordenanzas son leyes pensadas para perdurar en el tiempo. El control del consumo de leña se vigila de modo meticuloso. 

...que al menos dos veces al año, la justicia e rregidores, quando bien que a los tales fuere, puedan facer e fagan pesquisa e cala en la villa e su tierra, en todas las casa de los veçinos della, para ver y saber si tienen leña demasiada..........e qualquiera que descargase algún pie de encyna o rroble para sacar cáscara.....haya de pena como si lo cortase

También estaba muy controlado lo relativo a las bellotas. Así la Ley Quince. De coger vellota dice

Otro sí, en rrazón de las personas de qualquier manera e calidad en condiçión que sean, que se fallasen e fueren tomadas cogiendo vellota en los montes desta dicha villa, quel que fuere tomado, aya de pena sesenta maravedís y la vellota sea para el Conçejo..........e que ninguna persona pueda vender la vellota que le cupiere, a persona alguna de fuera de La Villa e Tierra, e aunque sea de Malpartida, a pena de perder los puercos e cyen maravedís de pena, e los puercos sean dela justiçia e rregidores e escrivano del Conçejo, quatrocientos maravedís el un tercio, para la guarda, y los, otros para el Conçejo. Y si de una casa fueren a coger vellota, entiéndase todos, no puedan coxer más de lo que pudieren o comer en el monte o traer en sus manos, sin talega, ny capilla ny otra cosa alguna, so la pena susodicha...

Descubrimiento de América

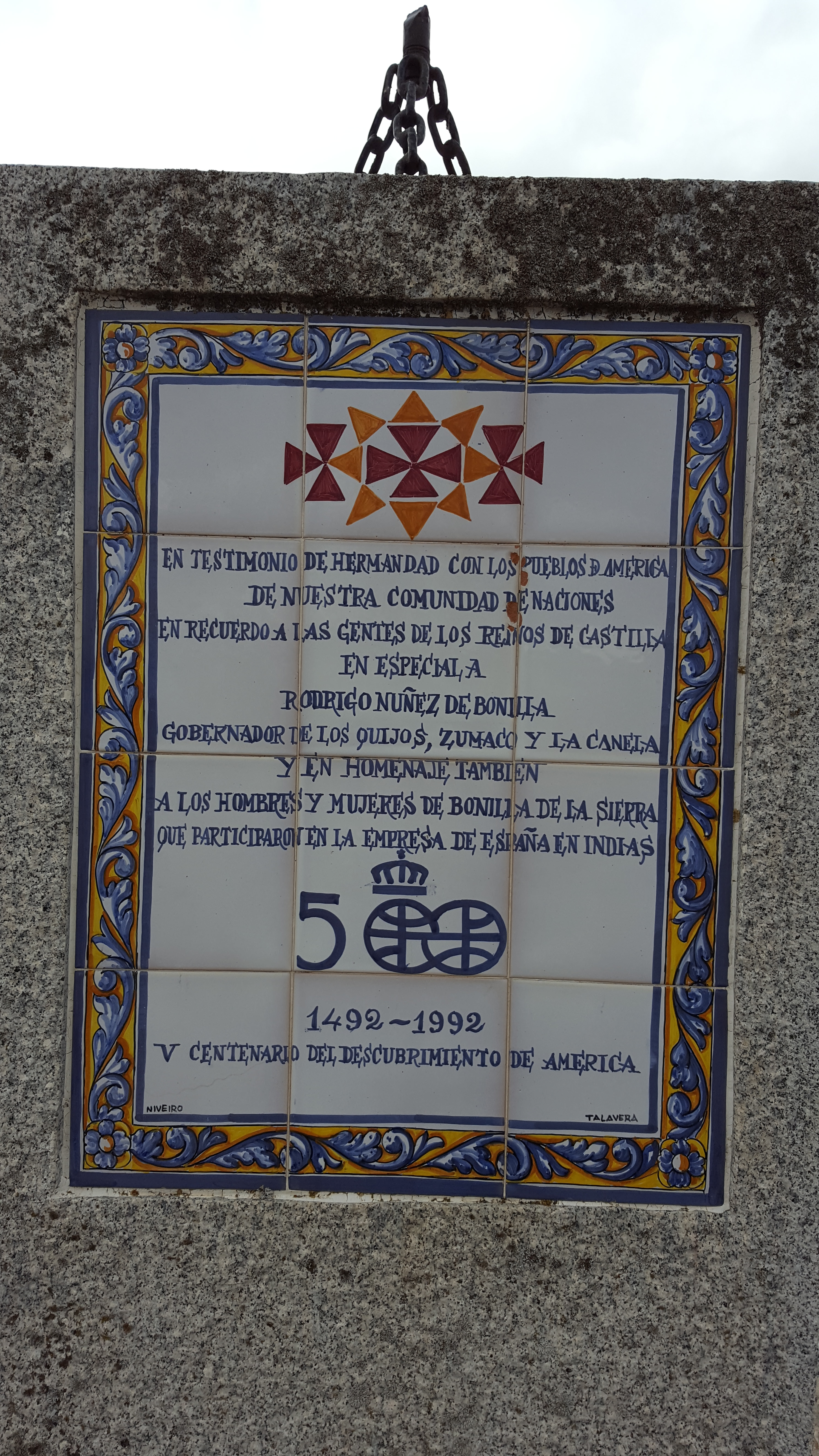
Placa conmemorativa del V Centenario del Descubrimiento de América

Rodrigo Nuñez de Bonilla, natural de Bonilla, participó en la colonización de América.

## Demografía
Bonilla de la Sierra cuenta con una población de 163 habitantes (INE 2024).
| Gráfica de evolución demográfica de Bonilla de la Sierra entre 1842 y 2021 |
| |
| Población de derecho según los censos de población del INE. Población de hecho según los censos de población del INE.En estos censos se denominaba Bonilla de la Sierra, Cabezas y Pajarejos: 1842. |

## Patrimonio
El 4 de mayo de 1983 la villa fue declarada Conjunto Histórico-Artístico, bajo la protección de la Declaración genérica del Decreto de 22 de abril de 1949, y la Ley 16/1985 sobre el Patrimonio Histórico Español.
Castillo

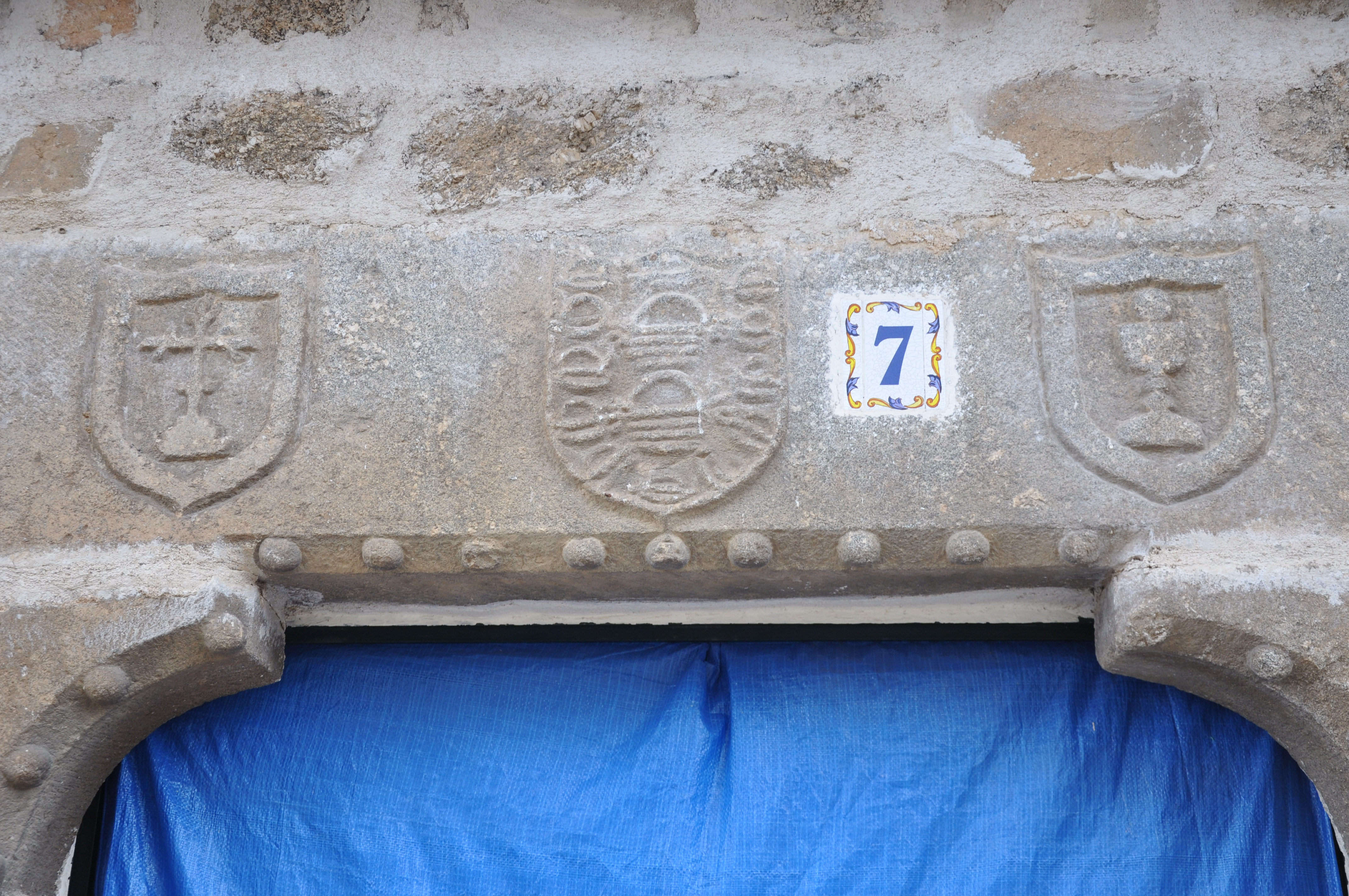
Escudos de los Herrera

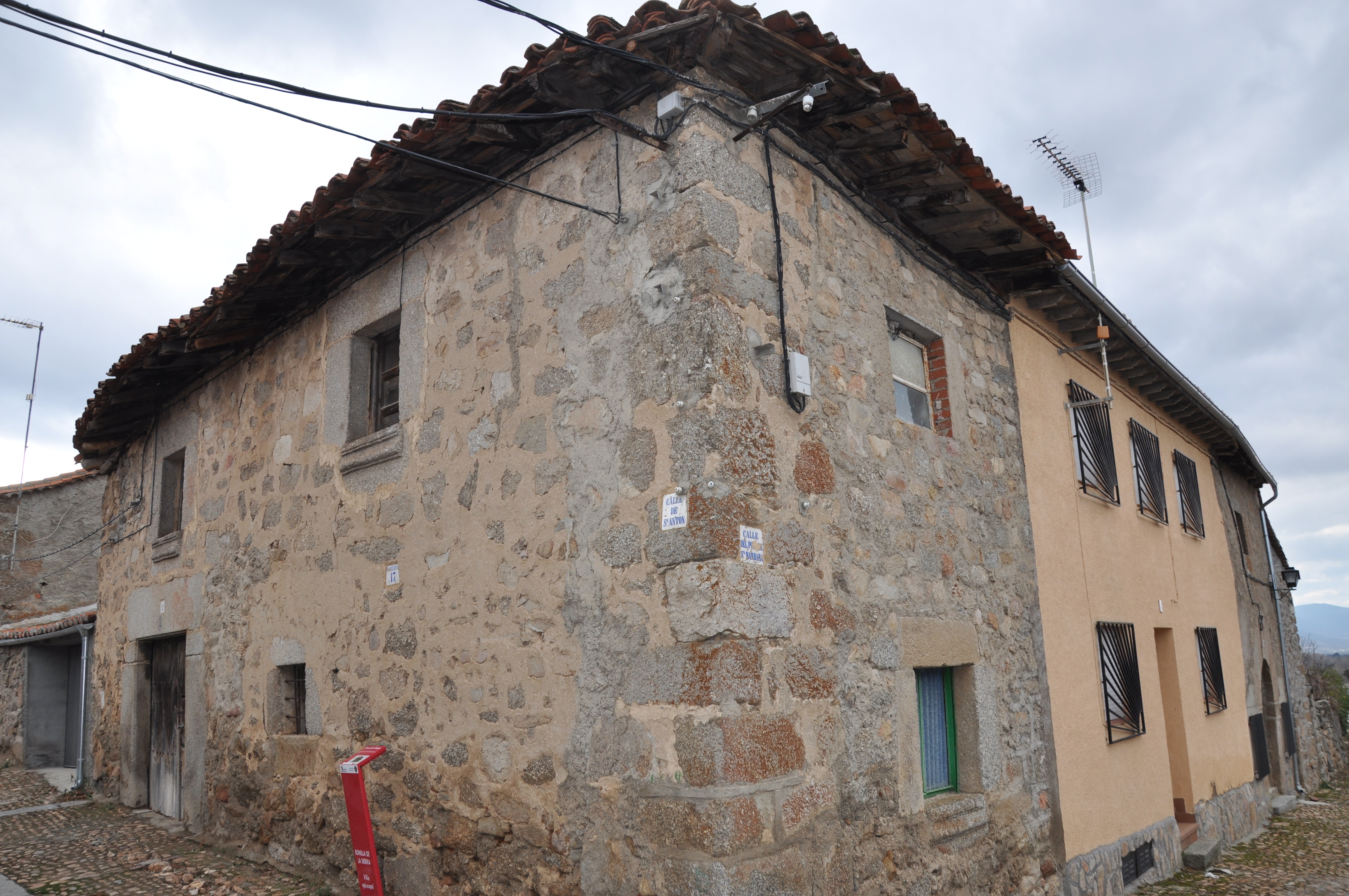
La Fonda

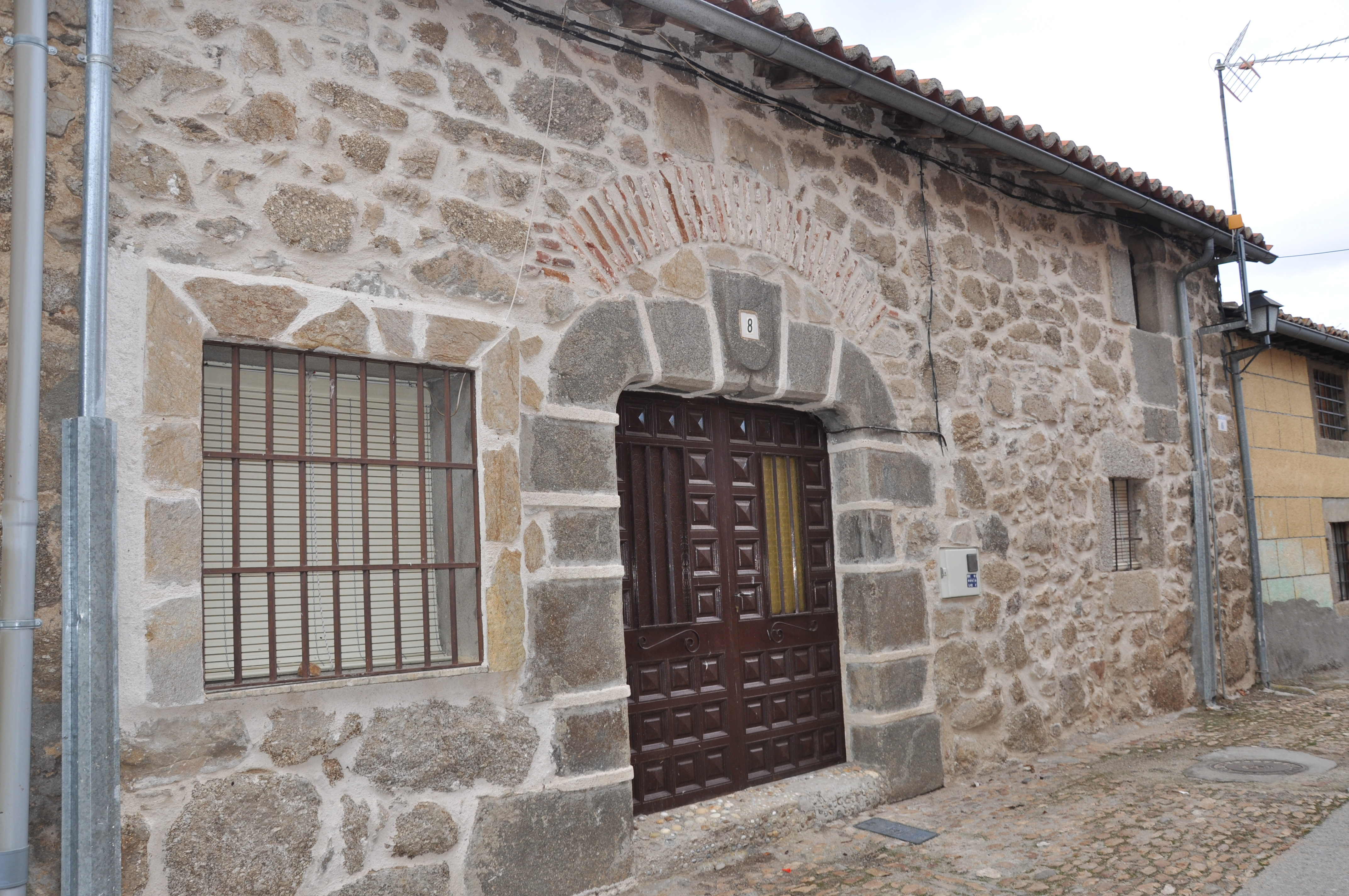
Casa con escudo y arco de descarga de ladrillo

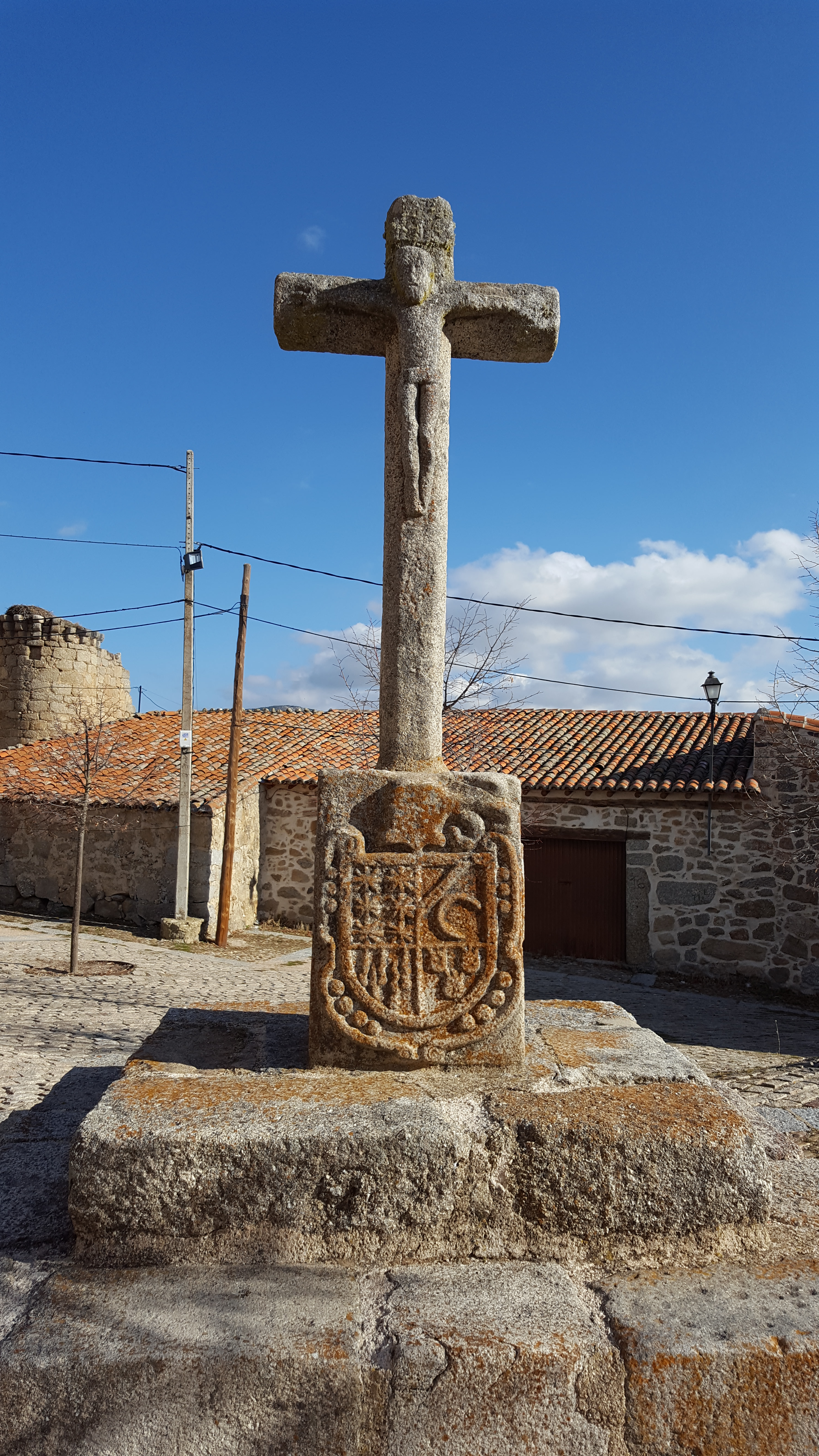
Cruz de piedra y escudo

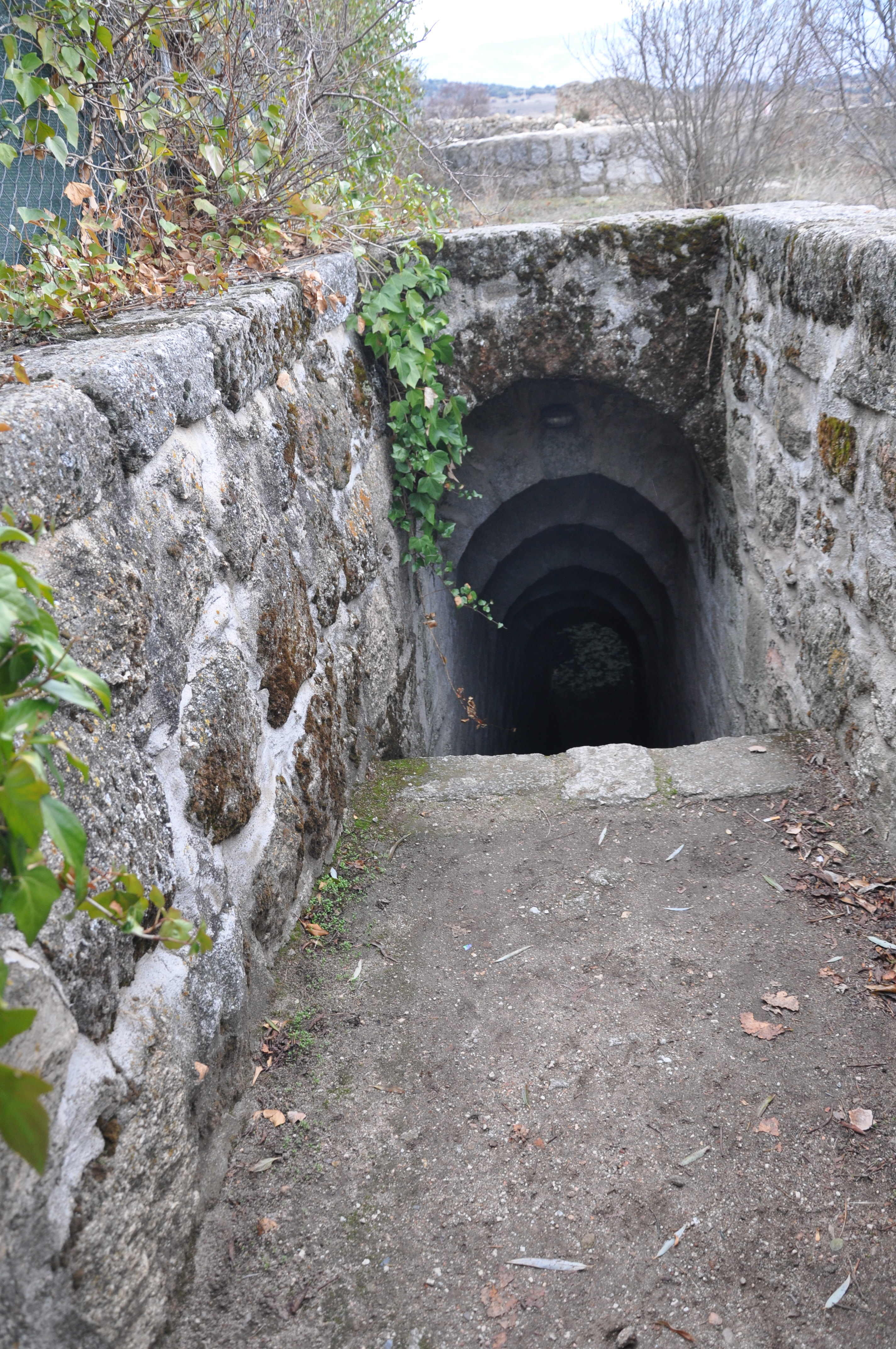
El Aljibe o Pozo de Santa Bárbara

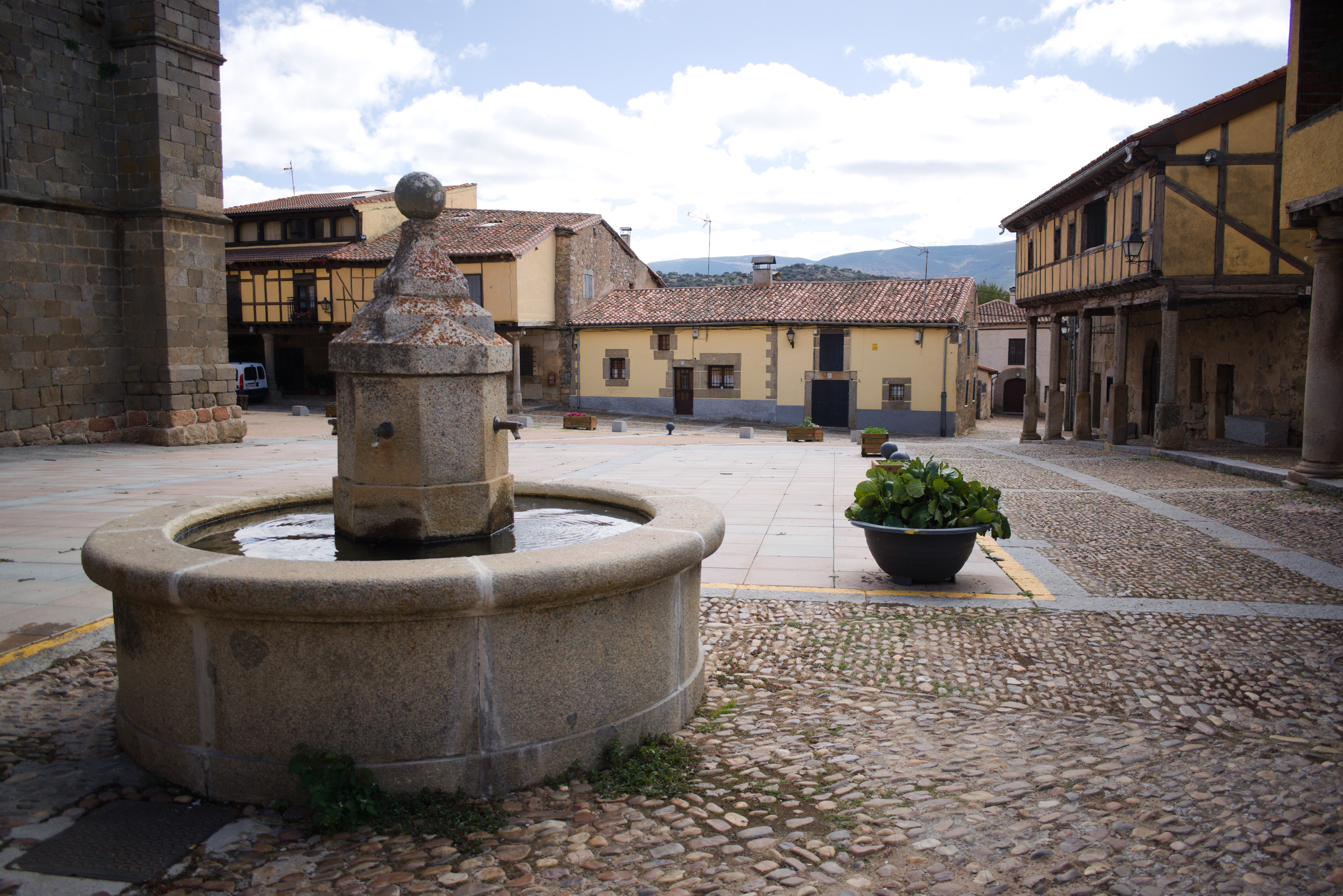
Plaza Mayor

Durante su etapa episcopal, en esta villa (Bona-Villa) se levantaron la espectacular iglesia, las murallas y el castillo, que actualmente se encuentra en estado ruinoso. Su historia reciente se remonta al siglo XII, aunque fue objeto de importantes reformas entre los siglos XIV y XVI. 
Bonilla está estrechamente vinculada a la iglesia abulense por ser señorío del Obispado y su castillo fue utilizado como residencia de verano de los prelados hasta el siglo XIX, cuando por la Desamortización de Mendizábal fue desvinculado del clero. Hoy día es propiedad privada, aunque su exterior se puede visitar. La torre principal dotada de matacanes ha sido restaurada.
Las habitaciones y dependencias del castillo se distribuían alrededor del patio, y en algunas de ellas son visibles todavía restos de los antiquísimos frescos policromados que las decoraban, dividiendo el lienzo en bandas superpuestas que representaban escenas de torneos y luchas de hombres y animales fantásticos.

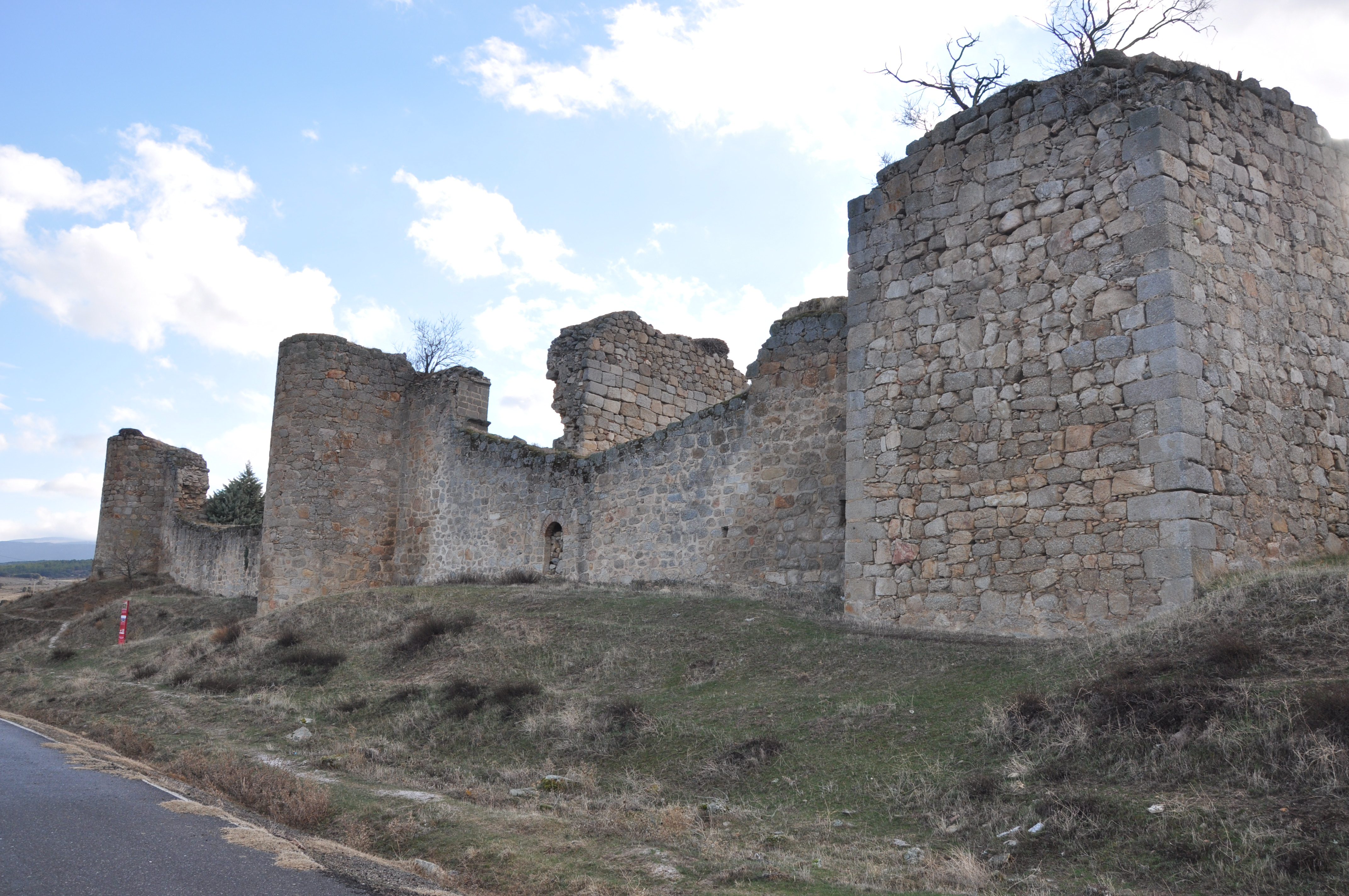
Muralla
La muralla de Bonilla contaba con cuatro puertas de acceso a la villa, en el lado sur la Puerta de la Villa o de Piedrahíta , la cual estaba coronada con el escudo de Blasco Jimeno, obispo del linaje de los Dávila, en el lienzo Oeste la Puerta del Mirón, en el lienzo Norte la Puerta de Ávila que conducía a los caminos de Cabezas de Bonilla y Pajarejos, y en el lienzo Este el postigo de Villafranca. Durante 2016, la Diputación de Ávila en colaboración con el Ayuntamiento de Bonilla de la Sierra realizaron las primeras excavaciones arqueológicas y consolidación del lienzo Sur de la muralla.
Cruz Monumental
Gran Cruz de piedra labrada, de base escalonada conformada por dos cuerpos diferenciados entre su cuerpo principal de aspas redondeadas con un Cristo tallado y bajo ella un cubo rectangular que conserva varios escudos nobiliarios decorativos.
Iglesia Colegiata de San Martín de Tours

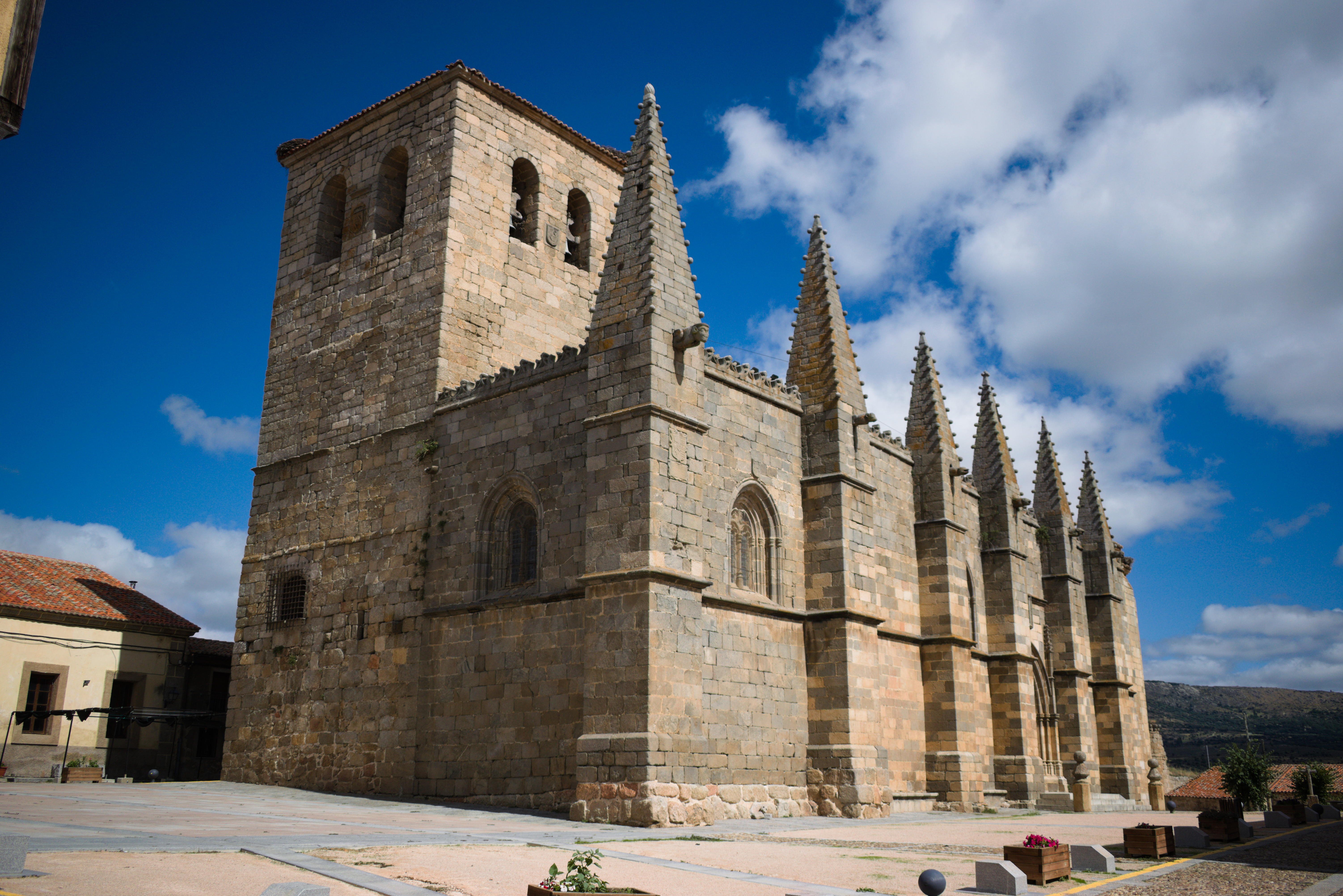
Iglesia de San Martín

Nos encontramos a principios del siglo XV. Las obras de la catedral de Ávila acaban de finalizarse en 1429. Es entonces cuando el obispo de la ciudad busca una villa para pasar el verano. Su elección es la villa denominada bonna villa (antiguo nombre del pueblo) que con los siglos se convertiría en Bonilla.
La historia comienza cuando Monseñor visita lo poco que quedaba de la antigua iglesia situada extramuros y planea la construcción de una nueva y más amplia. Comienzan las obras en el primer gótico (ábside y naves); los ventanales que cobijan las vidrieras son ya de un gótico puro. Hecho esto, y llegando al espacio que ocupa la torre (aún sin construir), el ábside amenazaba ruina debido a los empujes de la nave; es entonces cuando se decide hacer los contrafuertes. Reforzados el ábside y las naves, en 1430 se abrieron los grandes ventanales. Al poco tiempo se planea la construcción de la torre-campanario. Pero hasta el siglo XVI (aproximadamente 1513) no finalizaron todas las obras de esta pequeña catedral.
El antiguo retablo mayor, dedicado a San Martín de Tours, se hizo en 1514. Este ha desaparecido, pero sus tablas se hallan hoy en el actual, de estilo barroco, que según Gómez González se construyó en torno a 1701. Esta autora se lo atribuye a Manuel González Delgado, quien trabajó en otros pueblos de la comarca del valle del Corneja. También son del siglo XVIII (entre 1720 y 1740) los retablos colaterales y el del Cristo Yacente que se sitúa a los pies de la iglesia que es ya de la segunda mitad de la centuria. Es curioso el retablo renacentista de la capilla de los Guzmanes. Gómez Moreno lo fecha a principios del siglo XVI. Fue ampliado en el siglo XVIII con estípites y un ático trilobulado.
Fue declarada BIC en su categoría de monumento en 1931.
El reloj
El reloj mecánico y la importantísima[cita requerida] campana horaria se fabricaron en 1520. En 1523 se construyen 2 nuevas campanas (un cimbalillo y la campana mayor) y en 1524 una de las campanas pequeñas. Las 3 campanas se instalan en la torre, siendo inauguradas el 8 de diciembre de 1524, día de la Inmaculada (patrona del pueblo). Pasan los años y en el siglo XVIII se construyen dos nuevas campanas (la de los cuartos y la mediana)
Cuenta la tradición que la campana de los cuartos se bajó en tiempo de guerra para que el ejército construyera cañones de bronce; sus restos nunca han sido hallados. En 1945 el reloj se para y es vendido como chatarra, de manera que la campana de las horas queda en silencio.
No será hasta la gran restauración de 2002, al restaurarse la iglesia y el cuerpo de campanas, cuando la campana de las horas vuelva a sonar. Esta actuación incluyó la electrificación del toque, dado que ya no se podía hacer manualmente, mediante electromazos instalados en uno de los lados. En 2006, debido a los repetidos toques, el cimbalillo quiebra y deja de sonar; en la actualidad esta campana (la más antigua) sigue quebrada.
Las campanas
Hasta 2002 las campanas se seguían tocando manualmente. Se reproducían todos los toques tradicionales excepto el volteo general debido al mal estado de los yugos.
La restauración consistió en:
- fijar los yugos (de manera que no se pueden mover ni voltear)
- electrificación (las campanas suenan al estilo alemán y no al castellano)

- La sala de campanas y la espadaña del reloj

La torre de las campanas fue construida en el siglo XVI y es una de las más bellas de la provincia. está dividida en 3 estancias o salas:
- 1.ª sala: antigua sala del reloj (debajo de la sala de campanas)
- 2.ª sala: campanario
- 3.ª sala: espadaña del reloj

A la sala primera se la denomina del reloj por ser aquí donde estaba ubicado anteriormente. También desde aquí se interpretaban mediante cuerdas y poleas los toques de las campanas en su debido momento.
La sala de campanas o campanario es amplia y luminosa. Consta de 8 vanos, 4 de ellos con campanas, en otros tiempos había otra campana: la de los cuartos, de la que sólo queda el hueco en el vano donde estuvo ubicada. En cuanto a las campanas su estado no es precisamente excelente. Los yugos de las campanas mayores están destrozados, las palancas de volteo arrancadas y las instalaciones (antiguas) cubiertas de palomina y por tanto inservibles. Tras la electrificación no hace más que empeorar la situación, especialmente en la campana horaria que también se usa para el toque de misa de los domingos.

### Caserío
La gran iglesia de San Martín empequeñece la porticada plaza medieval. Hay en ella casas con soportales adintelados, arcos de medio punto y vigas de madera. El edificio del ayuntamiento con un bello escudo fue construido bajo el reinado de Carlos III, en 1779.
El recorrido por sus empedradas calles permite ver varias casas con escudos, dinteles de adornos célticos y arcos de diferentes tipos. Una de las calles nos conduce al Pozo de Santa Bárbara, que según cuenta la tradición tiene tantos escalones como palabras tiene el Credo.

## Cultura

### Tradiciones y costumbres

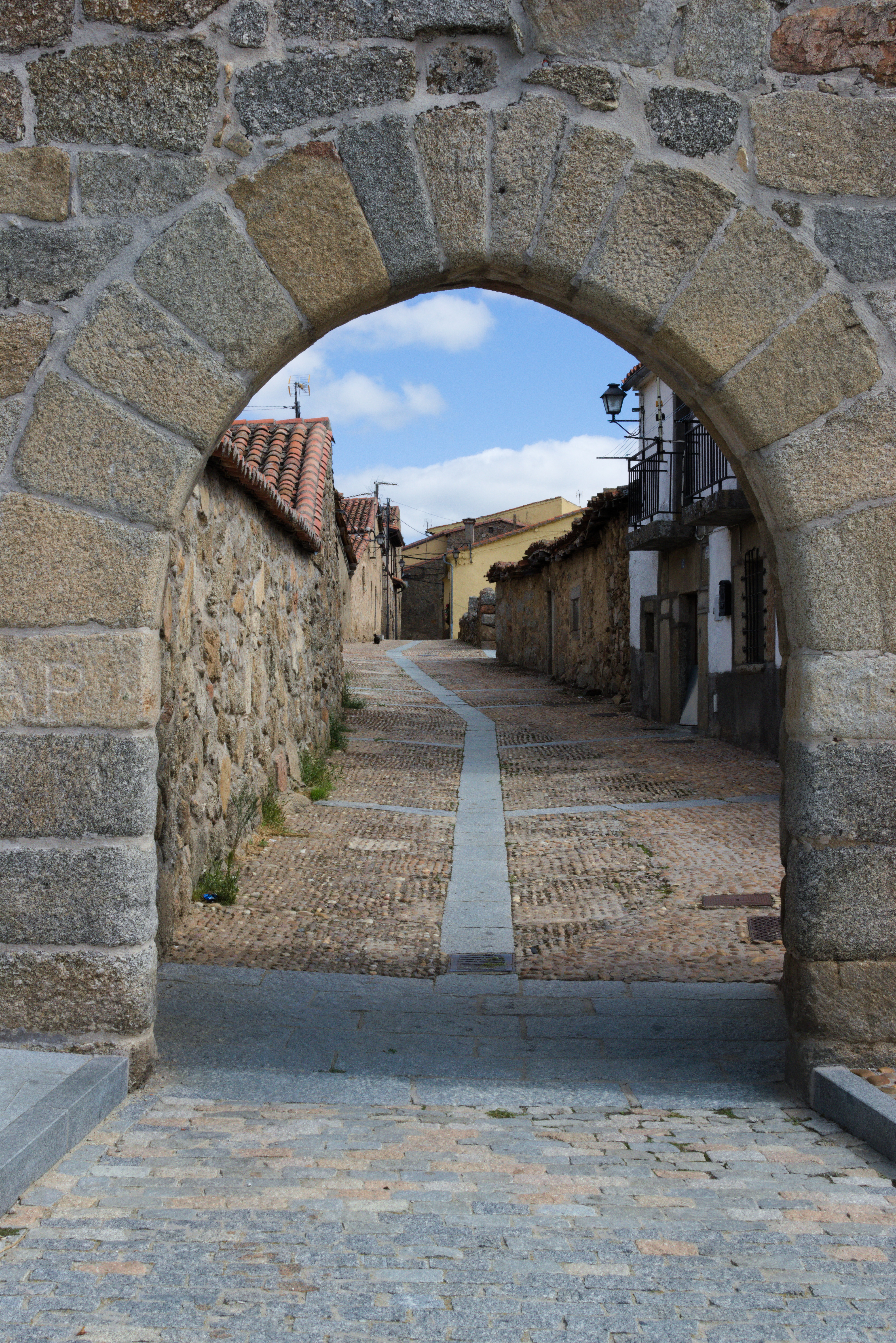
Puerta de Piedrahíta en Bonilla de la Sierra

El Jueves Santo a las doce de la noche y el Viernes Santo a las doce del mediodía se realiza la procesión de los Negros. Son tres penitentes vestidos con túnica y capucha negra que salen de la iglesia. Recorren el pueblo uno tras otro a una distancia de unos cien pasos y tocan diferentes instrumentos a un ritmo repetitivo: el primero lleva una campana, el segundo un tambor y el tercero un instrumento de viento. Hay pocos asistentes a la procesión y la gente la contempla con el recogimiento necesario.
El día de Nochebuena los niños salían a pedir el aguinaldo. Ahora quieren dinero, pero antes se conformaban con dulces, frutos secos y aún mejor si caía algo más nutritivo como dice la canción de Bonilla de la Sierra:

Si me das el aguinaldo,

no me lo des en bellotas;

que tengo la alforja rota

y no caben más que tortas.

Tortas y bizcochos, todos lo tomamos.

y tajá de lomo no desperdiciamos.

Ay que cuchillito veo relucir,

que tajá de lomo me van a partir.